# Tuíre Kayapó
Tuíre Kayapó, aussi appelée Tuíra (1969 ou 1970 – 10 août 2024), est une militante brésilienne des droits des autochtones, écologiste et cheffe du peuple Kayapó. Elle milite activement dans le mouvement contre le projet de barrage de Belo Monte sur le Xingu dans les années 1980 et contre l'amendement constitutionnel PEC 215 dans les années 2010,.

## Jeunesse
Le père de Tuíre est né dans le village de Kubēnkrãkêj. Il rencontre sa mère dans son village natal de Kokrajmoro (également orthographié Kokraimoro), où Tuíre est également née. Sa grand-mère lui donne son nom. Pendant son enfance, les grands-pères et l'oncle de Tuíre sont des chefs Kayapó qui défendent leurs terres contre les incursions gouvernementales,,. Son grand-père paternel, Betikré, meurt pendant l'un de ces conflits. Dès son plus jeune âge, sa famille l'encourage à devenir elle aussi une guerrière et à défendre son peuple.
À 17 ans, Tuíre et sa famille retournent vivre dans le village de son père, Kubēnkrãkêj et ses parents décèdent peu après. Tuíre et son fils en bas âge déménage au village d'Aukre, où elle rencontre son mari, Takaktô, originaire du village de Gorotire. Ils se marient peu après.

## Militantisme
En 1989, à l'âge de 19 ans, Tuíre assiste à une réunion à Altamira, dans le Pará, avec des responsables du barrage de Belo Monte. Elle brandit sa machette face à un fonctionnaire d'Eletronorte (pt) en signe de protestation contre la construction du barrage. Cet évènement fait connaître son nom au public,. Dans les années 1990, Tuire commence à voyager à l'étranger, notamment aux États-Unis, pour faire connaître les luttes politiques de son peuple.
Tuíre prend la place de son oncle à sa mort et ne rencontre que peu de résistance de la part de sa communauté, bien qu'elle ait été l'une des premières femmes chefs du groupe,.
Elle se rend au Congrès brésilien pour parler au nom des Kayapo et d'autres groupes autochtones. Elle choisit de parler en mebêngôkre lors de ces événements et fait appel à un interprète pour traduire pour elle. Elle plaide également pour l'accès des groupes autochtones à l'électricité et se prononce contre l'expansion des efforts miniers sur les terres autochtones, Elle critique vivement l'adoption de la PL do Marco Temporal en 2023, une loi qui limite les revendications foncières des autochtones,.
En août 2019, elle participe à l'organisation de la première Marche des femmes autochtones du Brésil à Brasilia. L'année suivante, elle contribue à la conduite de la Rencontre des peuples Mebengokrê et des leaders autochtones du Brésil au Mato Grosso.

## Reconnaissance
En 2020, l'artiste et photographe turque Pinar Yolaçan (en) réalise un film sur la vie de Tuíre, intitulé Tuire Kayapó (Premier Contact). Yolaçan et Tuíre se sont rencontrées lors d'une résidence qu'elle a effectuée en Bolivie à la fin des années 2010. En 2024, le peintre Éder Oliveira dévoile un portrait de Tuíre.

## Vie personnelle et mort
Tuíre vit et est chef du village de Kaprãnkrere, dans terres indigènes Las Casas (pt), Pará,. Elle est mariée au chef Takaktô (également orthographié Kôkôto) Dudu, avec qui elle a deux filles. L'un de ses petits-enfants est nommé d'après elle,. Elle est la sœur du militant Paulinho Paiakan (en) et la tante de l'aspirant politicien Maial Panhpunu Paiakan.
Tuíre reçoit un diagnostic de cancer de l'utérus en 2023 et commence un traitement la même année. Elle décède des suites de cette maladie le 10 août 2024, alors qu'elle reçoit des soins palliatifs à Redenção, dans l'État du Pará. Sa famille confirme qu'elle sera enterrée à Gorociré, un village kayapó situé à environ 60 kilomètres de Cumaru do Norte. Elle reçoit des hommages en ligne du président Luiz Inácio Lula da Silva, de la ministre des Peuples autochtones Sônia Guajajara, de la Fédération des Peuples autochtones du Pará et de la Fondation nationale des peuples autochtones,.